# رودجر ديفيس
رودجر ديفيس (بالإنجليزية: Rodger Davis)‏ هو لاعب غولف أسترالي، ولد في 18 مايو 1951 في سيدني في أستراليا.

## وصلات خارجية
- رودجر ديفيس على موقع رابطة لاعبي الغولف المحترفين (الإنجليزية)
- رودجر ديفيس على موقع رابطة أوروبا للاعبي الغولف المحترفين (الإنجليزية)
- رودجر ديفيس على موقع رابطة اليابان للاعبي الغولف المحترفين (الإنجليزية)
- رودجر ديفيس على موقع التصنيف العالمي الرسمي للغولف (الإنجليزية)